# Мерциг (Люксембург)
Мерциг (Люксембург) (люкс. Mäerzeg, фр. Mertzig) — коммуна в Люксембурге, располагается в округе Дикирх. Коммуна Мерциг (Люксембург) является частью кантона Дикирх. В коммуне находится одноимённый населённый пункт.
Население составляет 1714 человек (на 2008 год), в коммуне располагаются 550 домашних хозяйств. Занимает площадь 11,10 км² (по занимаемой площади 102 место из 116 коммун). Наивысшая точка коммуны над уровнем моря составляет 409 м. (50 место из 116 коммун), наименьшая 302 м. (104 место из 116 коммун).

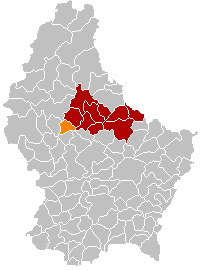
Оранжевый цвет - коммуна Мерциг (Люксембург), красный - кантон Дикирх.